# Henk Visch
Henk Visch (Eindhoven, 18 september 1950) is een Nederlandse beeldhouwer, graficus en tekenaar.

## Leven en werk
Visch volgde van 1968 tot 1972 een opleiding grafiek aan de Koninklijke Academie voor Kunst en Vormgeving in 's-Hertogenbosch. Van 1974 tot 1982 werkte hij in Boxtel, waar hij tekeningen en etsen maakte. Hij werkte van 1982 tot 1983 in PS 1 in New York. Vanaf 1983 werd Visch vooral bekend door zijn sculpturen, die hij exposeerde in de Fabriek in Eindhoven en later in de Amsterdamse galerie the Livingroom. Hij werkte in 1984 in de Ateliers Internationales de Fontevraud-l'Abbaye in Frankrijk op uitnodiging van het FRAC.
Van 1984 tot 1987 was Henk Visch docent aan de Amsterdamse Rijksakademie van beeldende kunsten en van 1987 tot 1991 aan de Maastrichtse Jan van Eyck Academie. Van 1995 tot 2001 was hij hoogleraar aan de Staatliche Akademie der Bildende Künste Stuttgart en vanaf 2005 aan de Hochschule für Bildende Künste in Münster. In de zomer van 2013 was Visch gastdocent aan de Central Academy of Fine Art (CAFA) in Beijing.
In 1988 vertegenwoordigde hij Nederland bij de Biënnale van Venetië, in 1991 kreeg hij de kunstprijs van de stad Darmstadt en in 1992 werd hij uitgenodigd voor deelname aan documenta IX in Kassel. Hij ontving de Beeldende Kunstprijs 2001 van de afdeling Noord-Brabant van het Prins Bernhard Cultuurfonds. Van 1996 tot 2011 maakte Visch iedere maandag een tekening voor de column Mirza in de Volkskrant. In 2018 werd de Jeanne Oosting Prijs in de categorie Aquarel aan hem toegekend. In 2023 ontving hij de Wilhelminaring.

## Werken (selectie)
- 1980 - Octaëder, ruitvorm en klok (samen met John Körmeling), Weteringschans in Amsterdam[2]
- 1986/89 - Uit het gezicht verliezen, beeldenroute Kunstwegen in Nordhorn
- 1990-1992 - Gouden figuur/Danser in Amsterdam
- 1992 - De kameel en zijn begeleider, Kunsthal Rotterdam
- 1992 - Zonder titel, kunstroute LUMC in Leiden
- 1993 - Het Beeld, Museum De Pont, Tilburg
- 1994 - De Giraffe, Dordrecht
- 1996 - Telling no lies, Openluchtmuseum voor beeldhouwkunst Middelheim in Antwerpen
- 1996 - Morgen is alles anders, Middelheim in Antwerpen
- 1996 - Anna lacht niet, kunstroute LUMC in Leiden
- 1999 - AUB, Museumpark in Rotterdam
- 2000 - One world leads to another, op het voorplein van het Noordbrabants Museum in 's-Hertogenbosch
- 2000 - Nationaal Canadees Bevrijdingsmonument, Apeldoorn. In 2002 werd in Ottawa een tweede exemplaar onthuld.
- 2000 - De schommel, Nijmegen
- 2000 - De Buitenmens, Lommel
- 2001 - Marathon-beeld, Rotterdam
- 2002 - Wandelaar met stok, oorlogsmonument in Bovenkarspel
- 2003 - Secret Life in a Public Body, Oosterhaven in Groningen
- 2005 - De Draadloper, Den Haag
- 2008 - Olympic Sculpture, Beijing, China
- 2009 - Zoënzo, Campus Sociale Wetenschappen in Leuven
- 2011 - Lena (of de driedubbele achterwaartse salto), Amsterdam
- 2011 - Present Continuous, Beeldenpark van de Pinakotheken München, München
- 2011 - De Noorderling, N470, Lansingerland
- 2013 - De jonge mens op het eiland, Spoorsingel in Rotterdam

## Fotogalerij

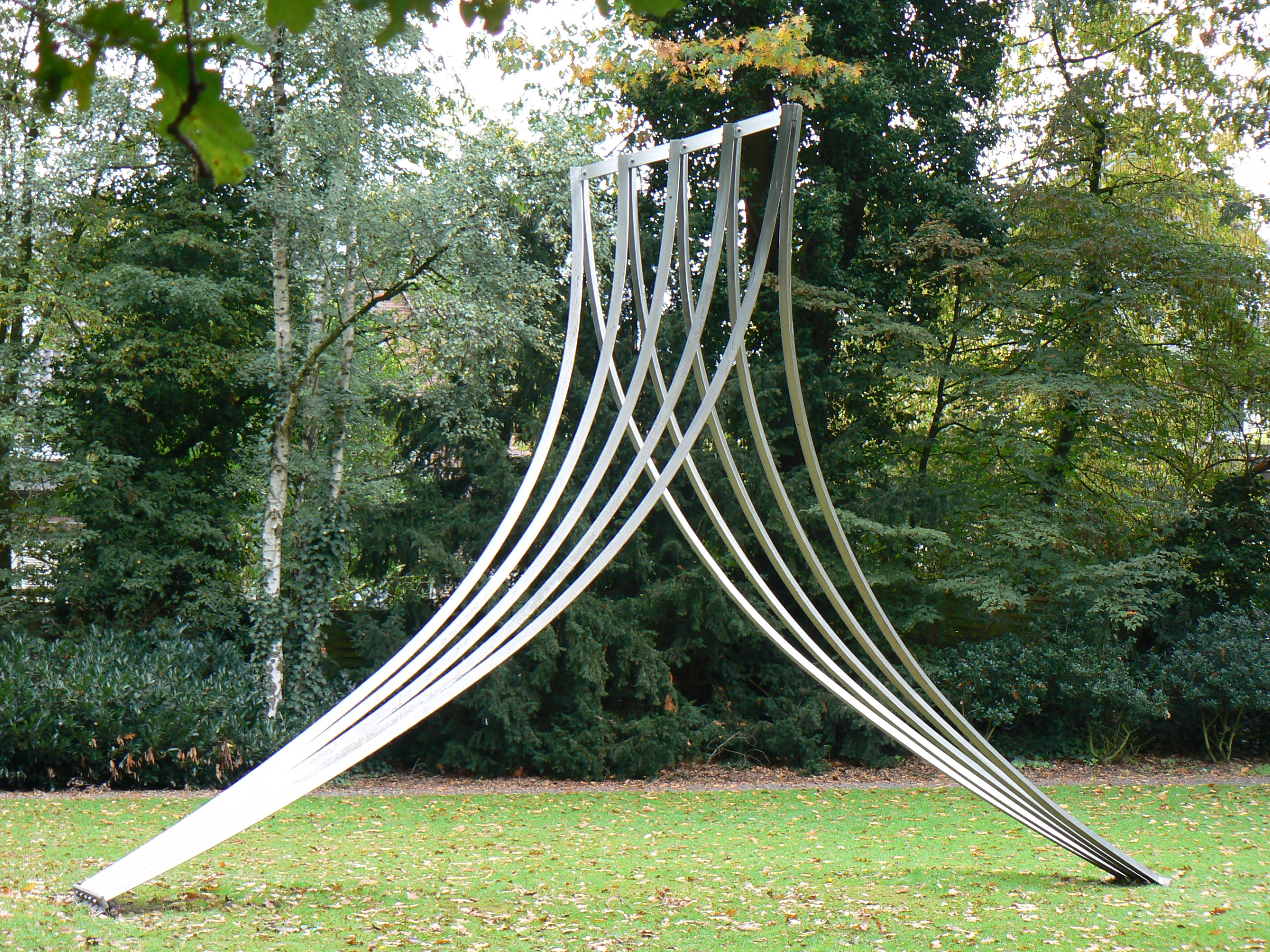
Uit het gezicht verliezen (1986/89), Nordhorn
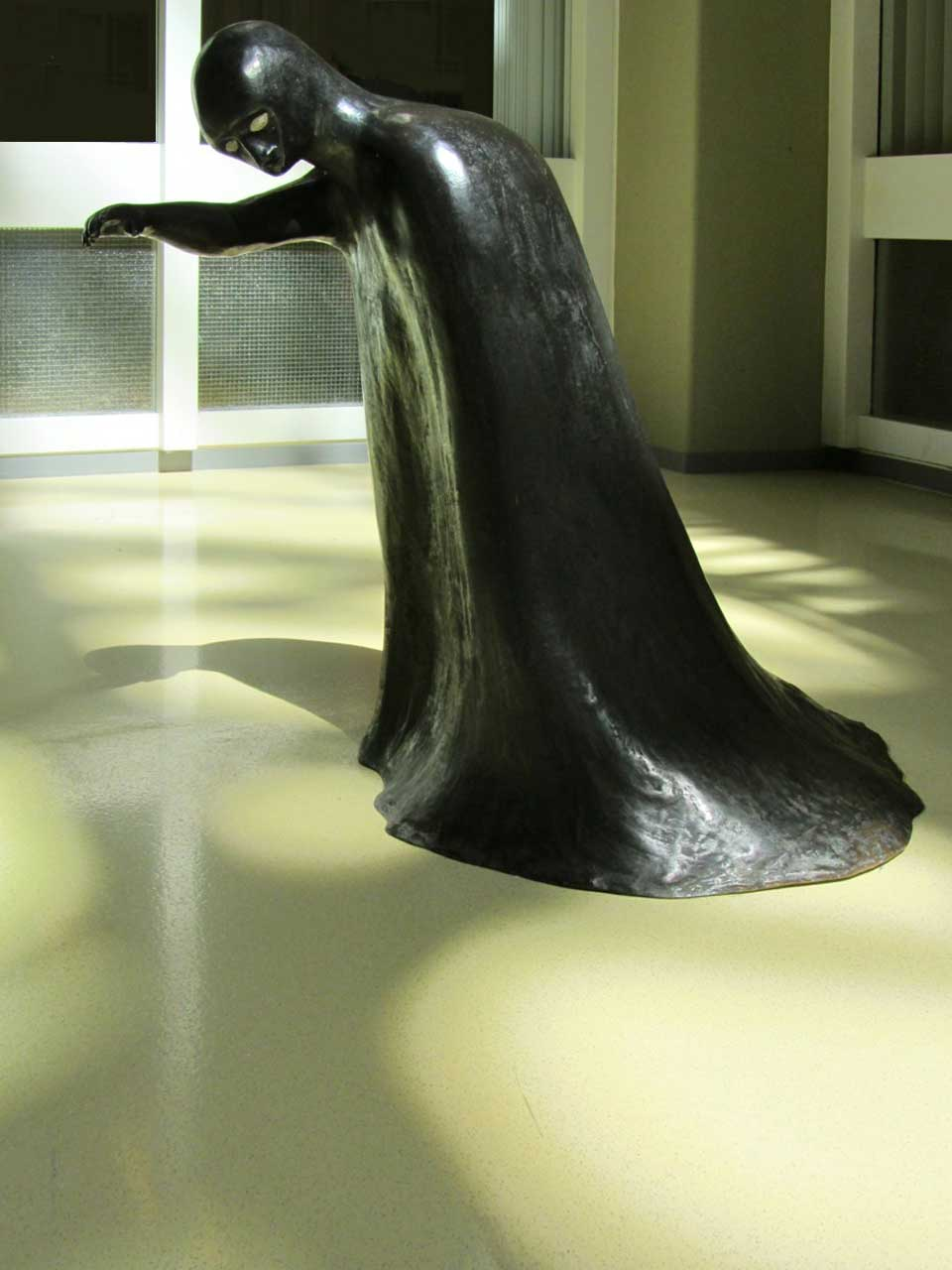
Zonder titel, kunstroute LUMC, Leiden
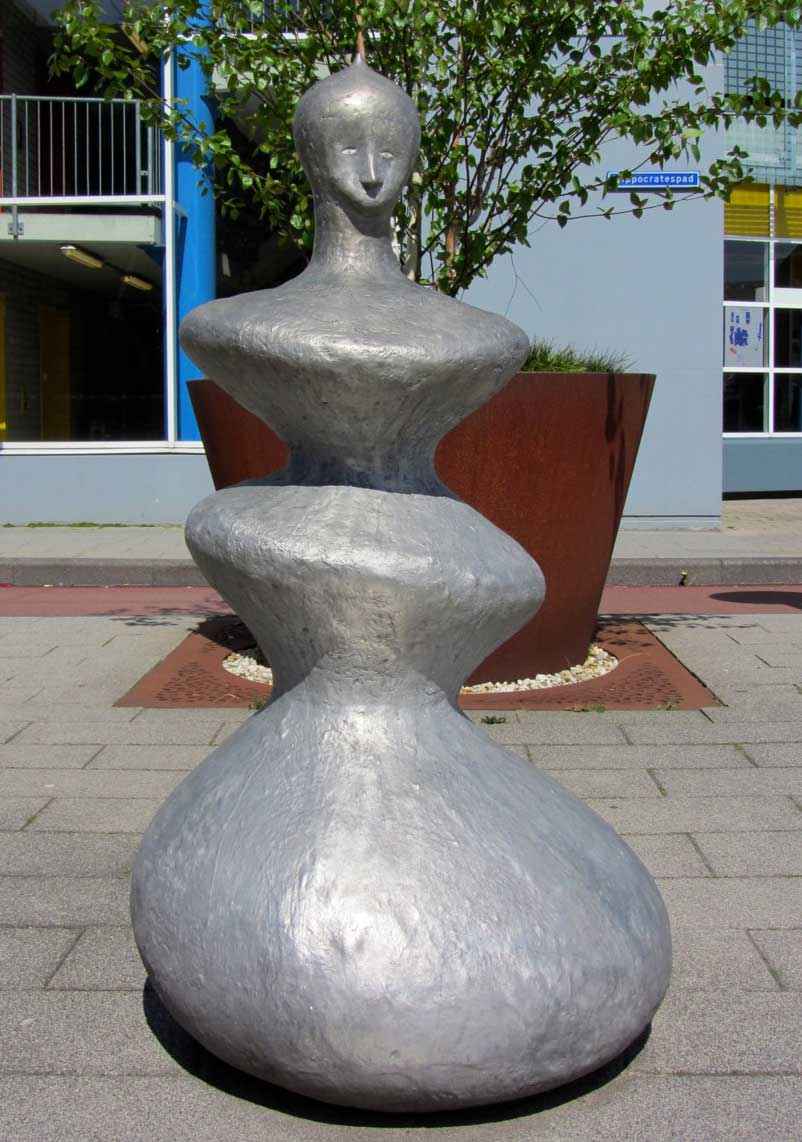
Anna lacht niet (1996), Leiden
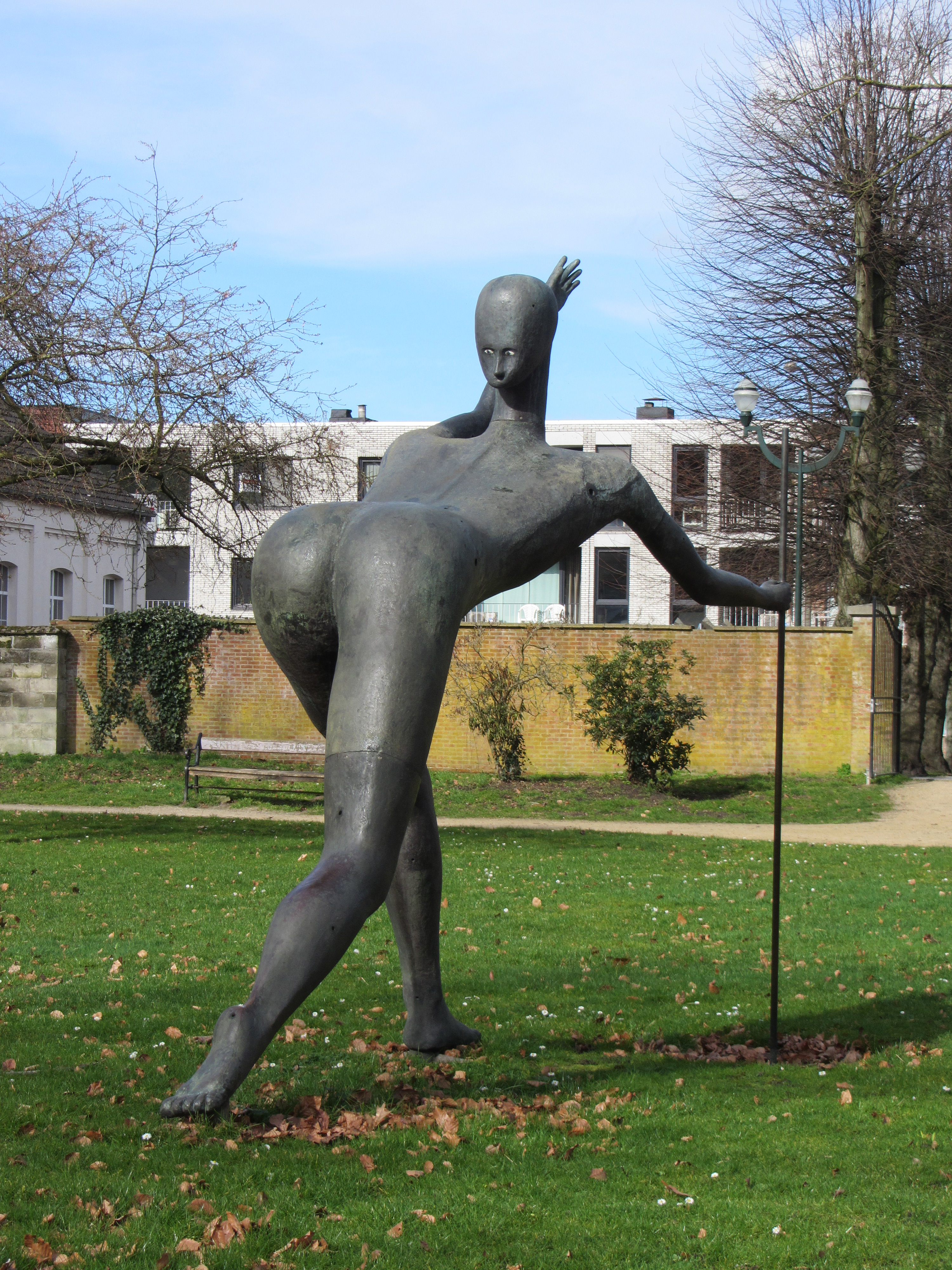
De Buitenmens (2000), Lommel
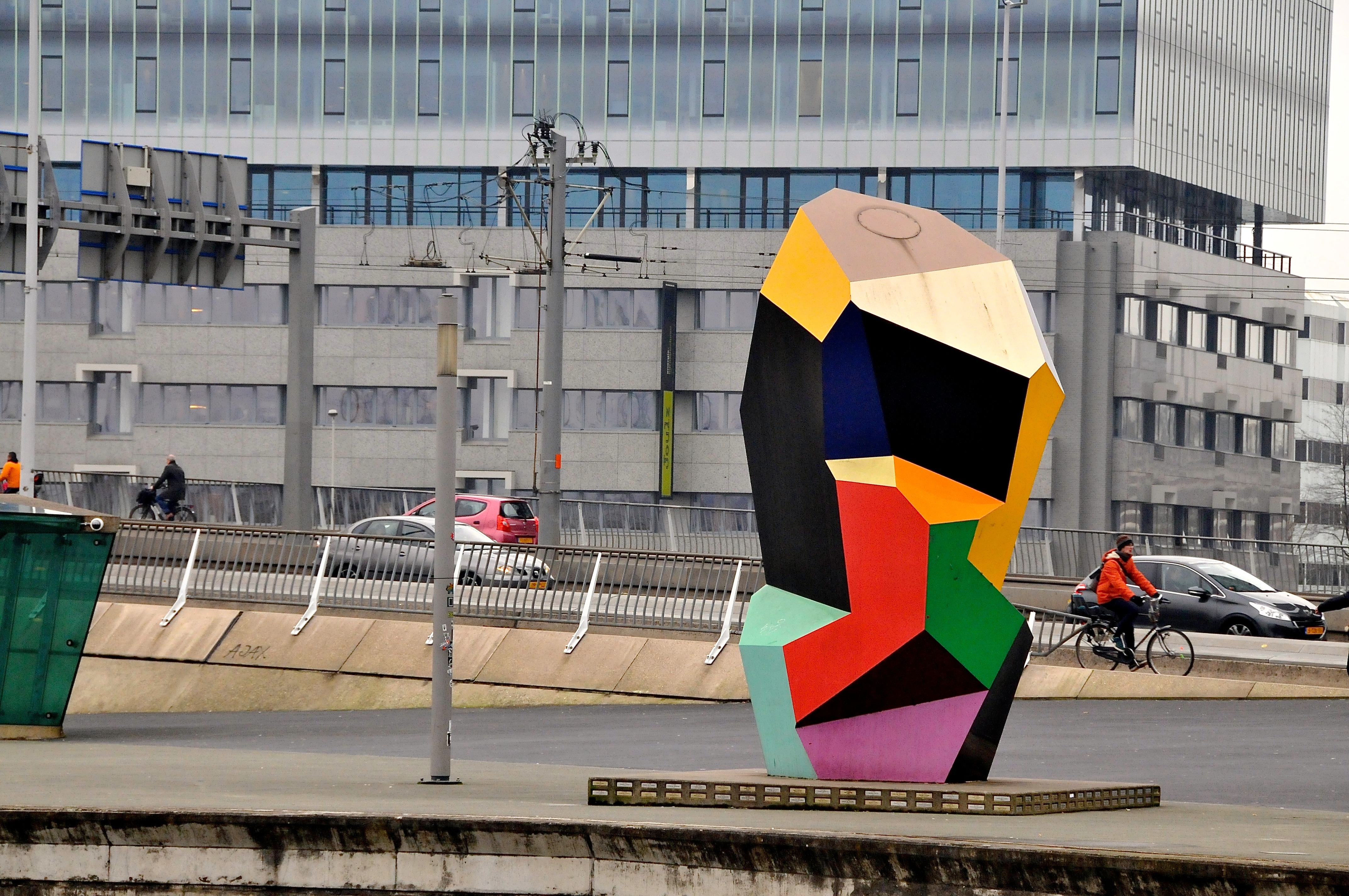
Marathon-beeld (2001), Rotterdam
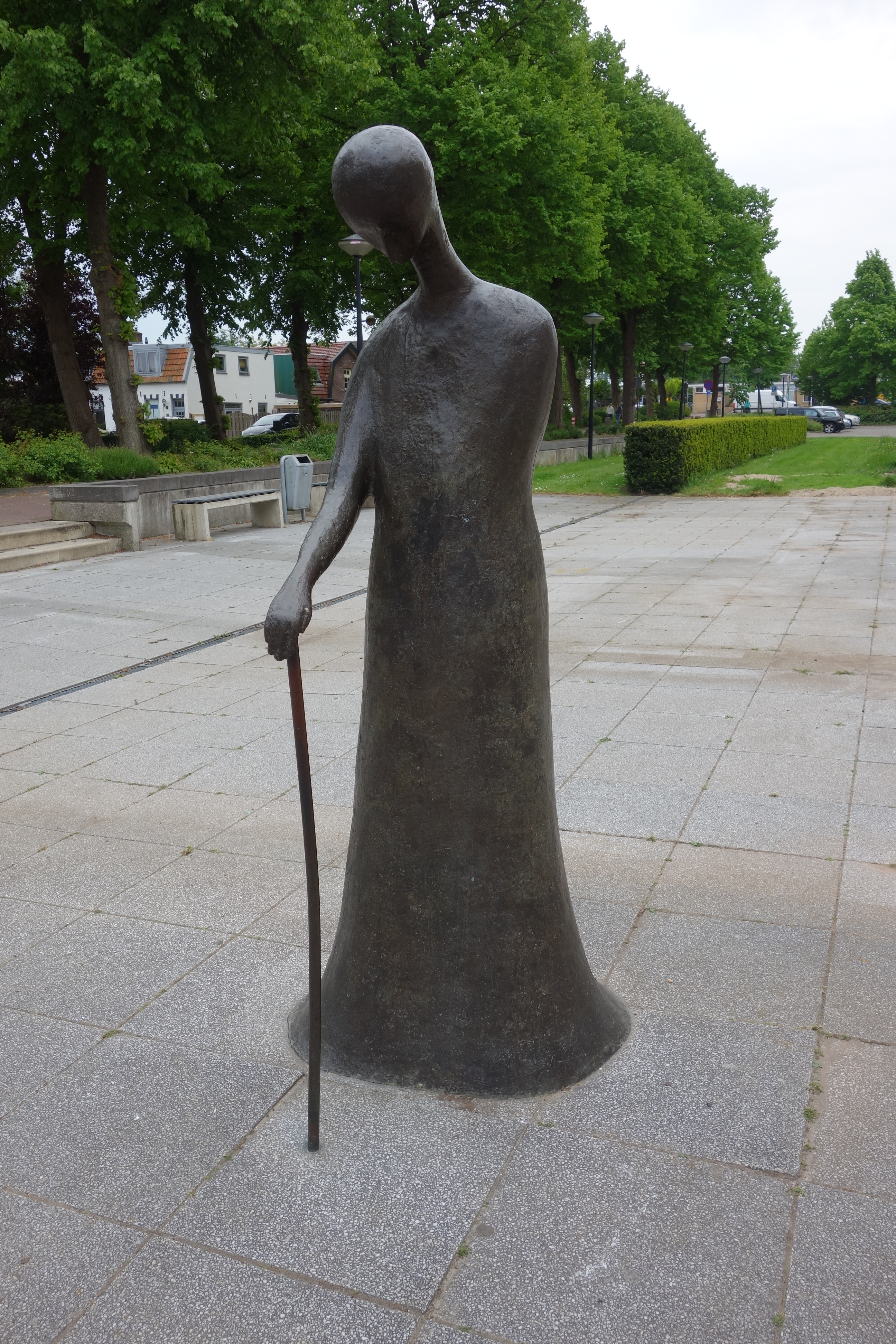
Wandelaar met stok (2002), Bovenkarspel
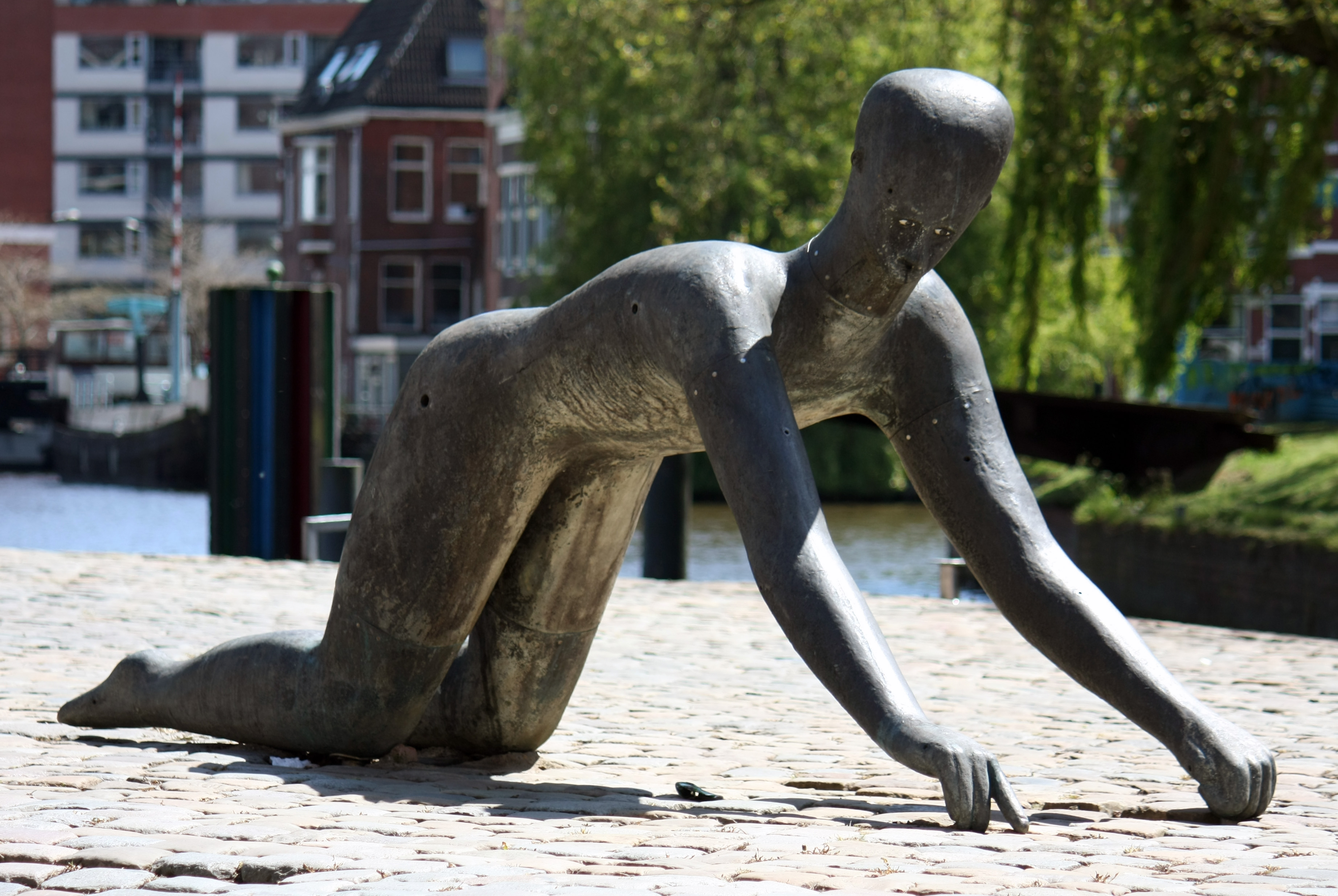
Secret Life in a Public Body (2003), Groningen
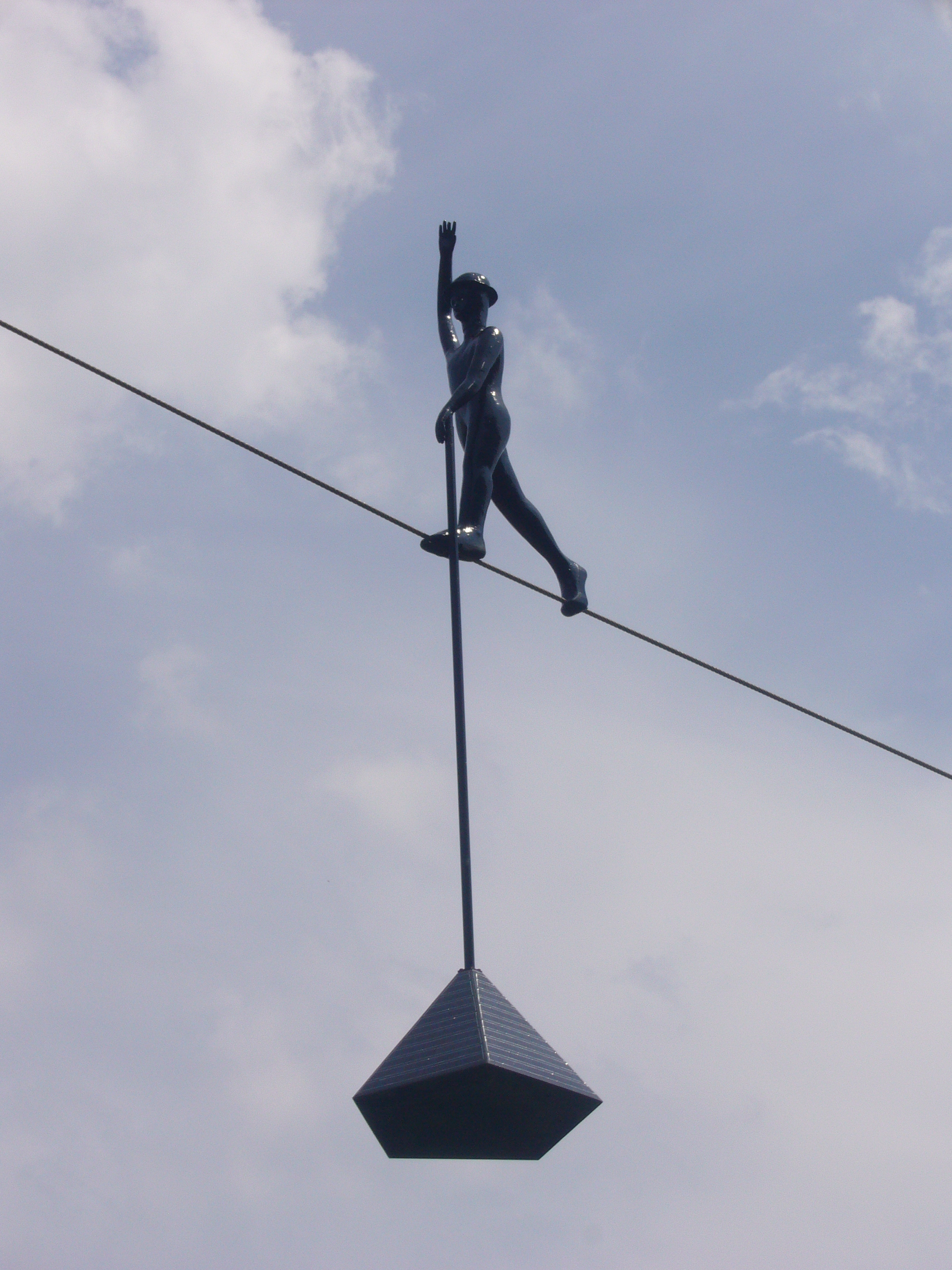
De Draadloper (2005), Den Haag
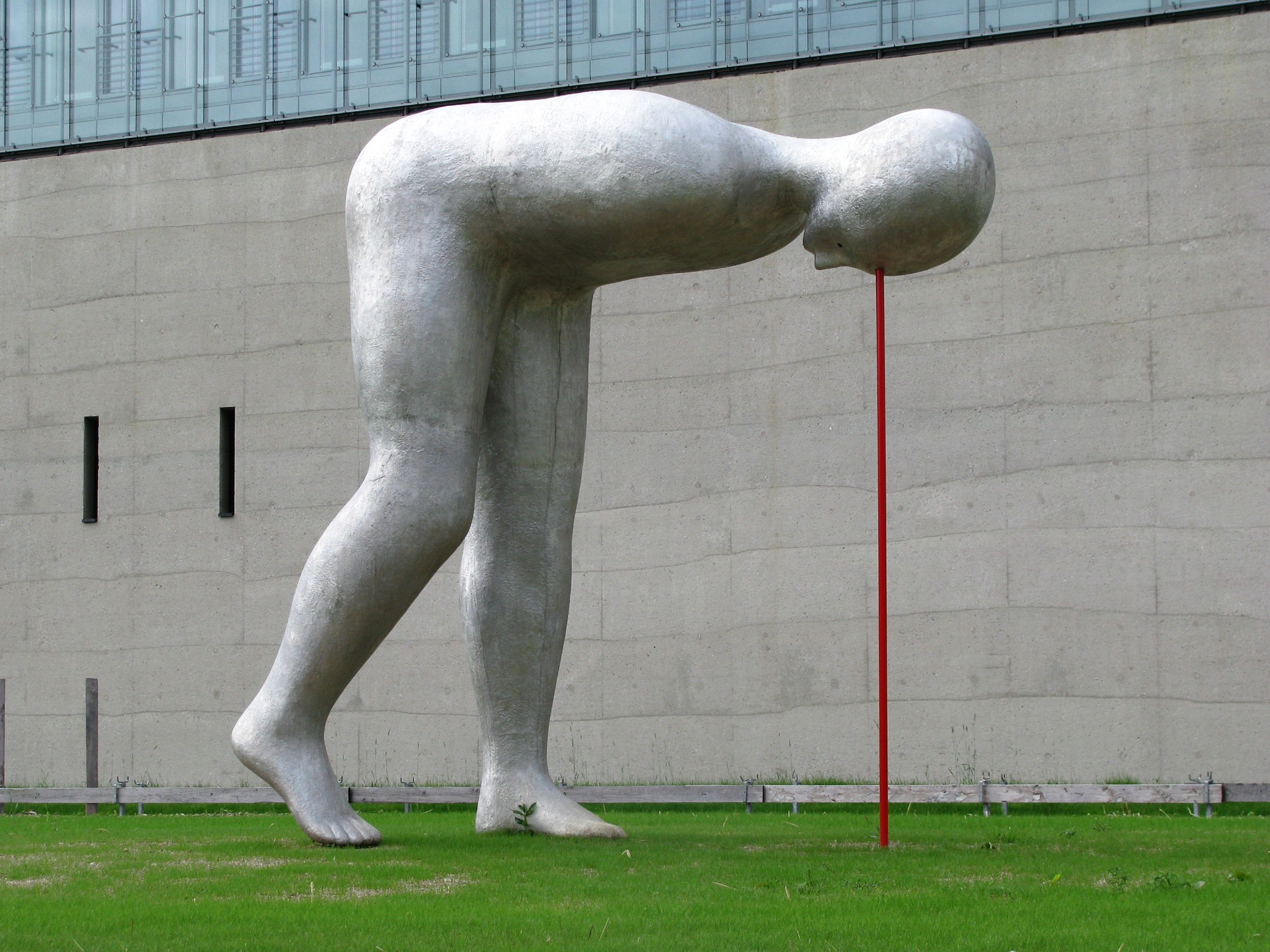
Present Continuous (2011), München